# Papa Símmac
Símmac (Sardenya ? - Roma 514) fou escollit papa el 22 de novembre de 498. El seu papat va estar marcat per un cisma.
Va néixer a Sardenya, fill de Fortunat. Va ser el papa d'origen més humil de l'època. Fou batejat a Roma, on es va convertir en arxidiaca durant el pontificat d'Anastasi II. Després de la seva elecció com a Papa, l'arxipreste de Sant Pràxedes, Llorenç va ser designat antipapa per la facció procliu a Constantinoble, donant lloc a l'anomenat Cisma Laurentià, però Teodoric el Gran, rei ostrogot va afermar la seva posició.
El 501 el senador Festus va acusar Símmac de diversos crims, però es va negar a comparèixer davant el rei per a contestar als càrrecs al·legant que el poder secular no tenia jurisdicció sobre ell. Un sínode reunit per Teodoric va exculpar Símmac, però el rei va instal·lar a Llorenç com a Papa. El cisma va durar quatre anys fins que el rei va retirar la confiança a Llorenç. Un sínode a Roma l'1 de març de 499 va declarar que tot clergue que intrigués durant el pontificat d'un Papa per a inclinar el futur vot del successor devia ser expulsat. Això no va satisfer el partit romà d'Orient i van realitzar noves acusacions contra el Papa, que va seguir rebutjant-les fins que Teodoric va expulsar de Roma tots els partidaris dels romans d'Orient.
Símmac va intentar protegir els bisbes de l'Àfrica que en aquests moments suportaven persecució per part dels vàndals. Va rescatar tots els esclaus donant-los la llibertat. Se li atribueix la primera construcció del Palau Vaticà, i va morir a Roma el 19 de juliol de 514.